# Sandra de Ronde
Sandra de Ronde is een Nederlands langebaanschaatsster, die ook op de schaatsmarathon uitkwam.
In 1996 schaatste ze het NK allround, en tussen 1995 en 1997 deed ze op meerdere afstanden deel aan de NK Afstanden, waar ze in 1997 een bronzen medaille haalde op de 5000 meter.